# 水上ルイ (シンガーソングライター)
水上 ルイ（みずかみ ルイ）は日本のシンガーソングライター。

## 経歴
兵庫県神戸市出身。高校を中退し、そのまま上京。2025年現在の活動拠点は東京周辺。
2025年1月22日に1stミニアルバム『はじめまして』を配信リリース。

## 楽曲

### 1stミニアルバム『はじめまして』
- 「はじめましてから」
- 「stage」
- 「土曜のお昼13時」
- 「カラフル」
- 「一等星」
- 「君がいなきゃ」